# Sin City (képregénysorozat)

Sin City magyar borítója Marvval

Sin City egy képregénysorozat, melynek írója és rajzolója Frank Miller. A cím jelentése magyarul „Bűnváros”; a sorozat jellemzője a film noir-szerű stílus, a komor történetek és a kontrasztos fekete-fehér képi világ.
A történet először a Dark Horse Presents képregény kiadványban jelent meg Sin City címmel, 13 részben, 1991 áprilisa és 1992 júniusa között. Ezt számos különböző hosszúságú képregény követte. Mindegyik Basin Cityben (kb. „ Árok város”) játszódik, gyakran visszatérő szereplőkkel és találkozó történésekkel. Magyarországon a Fumax adja ki a gyűjteményes köteteket 2005-től.
A Sin City filmadaptációját Robert Rodríguez és Frank Miller közösen rendezte, Quentin Tarantino „különleges társrendezésével”, 2005. április 1-jén került a mozikba.
Sajátossága a sorozatnak, hogy az egyes történeteknek több különböző főszereplője van, a köteteket nem a főszereplő, hanem színhely és a stílus azonossága kapcsolja össze.

## Stílus

Sin City - A Nehéz Búcsú egy lapja

A képregény stílusán a film noir hatása érezhető, ami a rideg környezetben és az erőteljes fekete árnyékolásban mutatkozik meg. Miller időnként vonalas rajzokat készít, gyakran azonban teljesen mellőzi a vonalakat, és a paneleket fekete-fehér foltok árnyjátékából alakítja ki. A képi világ megteremtésében fontos szerepet játszanak a jellegzetes textúrák, mint például az eső sűrű, vastag fehér vonalai vagy a hópelyhek fehér foltjai, a város téglafalainak egyenként megrajzolt kockái, az ablakredőnyök párhuzamos fekete vonalai, vagy a börtön rácsozata A sárga rohadék c. kötetben. Miller néhány esetben kiegészítő színeket is alkalmaz, pl. sárgát A sárga rohadékban, pirosat A piros ruhás nőben, kéket A kékszeműben vagy a Hell and Backben, ez utóbbi kötetben előfordul még egy sajátos narancsos-barnás árnyalat Mariah ruháján. Megesik, hogy az alkotó játszik a stílussal is, a Family Values-ban például Mihot mindig csak kontúrvonalakkal rajzolja meg, míg a vele harcoló gengszterek kidolgozásánál árnyékolást is alkalmaz. Miller kedveli továbbá a nagyméretű képeket, gyakoriak az egész oldalt, vagy két teljes oldalt elfoglaló rajzok, illetve az olyan, a főszereplők öntudatlanságát kifejező fekete oldalak, amiken vagy semmilyen ábra nem látható, vagy csak valamilyen apró részlet.

## A város
A történetek környezete lerobbant külvárosok, Óváros, a prostituáltak negyede, kocsmák, sikátorok, vagy éppen a szervezett bűnözés fejeinek villái. A város légkörét alapvetően jellemzi a bűn és rothadás. Korrupt rendőrség és az ebből meggazdagodó politikusok, egyházi vezetők, bűnözők, bérgyilkosok. A képregények egyértelműen a felnőtt közönségnek szólnak, jelentős szerepet játszik bennük az erőszak és a szexualitás.

## Karakterek

### Férfi főszereplők
- Marv (Marvin, családneve ismeretlen) egy rendkívüli erejű, nagydarab, brutális férfi. Nem túl eszes, saját bevallása szerint mindig is csak a gyilkoláshoz értett. Dwight jellemzése szerint: „Sokan őrültnek tartják Marvot, de én nem. A történelem rossz pillanatában született. Teljesen rendben lenne, ha pár ezer évvel ezelőtt született volna. Tökéletesen otthon lenne az ősi harcmezőkön, ahol normális dolog baltával betörni a másik arcát.” Arcát sebhelyek borítják, ami miatt még pénzért sem kell a nőknek. Nem bírja, ha nőket bántalmaznak, ő Nancy védelmezője. Egy (nem megnevezett) elmebetegségben szenved, mely ellen pirulákat szed. Leggyakrabban puszta kézzel harcol, pisztolya egy 45 ACP Colt M1911, melyet „Gladys”-nek hív. Szereti a régimódi autókat, a régimódi countryzenét és az édesanyját.
- Dwight McCarthy a képregénysorozat egyik férfi szereplője. Egykor menő fotós volt, de ma már csak válóperes ügyekben készít fotókat bizonyítéknak. Két gyenge pontja van: az alkohol, és a nők. Egy bajba jutott nőért bármit meg tudna tenni, és ez is lett a veszte az Ölni tudnál érte (A Dame to Kill For) című kötetben. Több kötetben is megjelenik, hol háttérben, hol főszerepben. Két magyarra is lefordított kötetben, az Ölni tudnál értében és a Nagy mészárlásban főszerepben van. Az Ölni tudnál értében az élete elég nagy fordulatot vesz…
- John Hartigan A Sárga rohadék c. történetben tűnik fel, amelynek kezdetén hatvanéves. Erős testalkatú, de szívbetegséggel küszködő férfi. Egyike Basin city becsületes rendőreinek.
- Wallace az utolsó Sin City kötet, a Hell and Back főszereplője. Vietnami veterán katona, szeret festeni és főzni. Megmenti az öngyilkosságra készülő Esthert, akit később elrabolnak tőle.

### Női főszereplők
- Goldie és Wendy ikerpár, az óvárosi lányok közé tartoznak. Goldie Marv szerelme, Kevin öli meg.
- Nancy Callahan táncosnő Kadie bárjában. A nehéz búcsú c. történetben tűnik fel először, ahol megtudjuk, hogy Marv a védelmezője. A Sárga rohadékban válik főszereplővé, itt kiderül, hogy tizenegy éves korában a szadista és pedofil Roark Junior elraboltatta. A lányt Hartigan menti meg. Nancy szerelmes Hartiganbe, a nyolc év alatt, amíg börtönben van, minden héten ír neki levelet.
- Gail Dwight szerelme, az óvárosi lányok egyike, domina.
- Miho japán szamurájnő, az óvárosi lányok védelmezője. Szerepel az Ölni tudnál érte, A nagy mészárlás és a Családi értékek kötetekben. A múltját nem ismerjük, csak annyi tudható róla (az Ölni tudnál érte c. kötetből derül ki), hogy Dwight valamikor megmentette az életét. Miho soha nem beszél, egyetlen szót sem szól a sorozatban.
- Esther Wallace fekete bőrű szerelme a Hell and Back kötetben.
- Shellie Kadie bárjában, Marv törzshelyén dolgozik pincérnőként. Dwight alkalmi barátnője A nagy mészárlás c. történetben. Az ő szeretője Jack Rafferty, aki miatt a történetben kitör a háború a maffia és az óvárosi lányok között.
- Lucille Marv gondviselője, akinek Kevin megeszi az egyik kezét, majd Roark emberei meggyilkolják. Lucille szerepel A sárga rohadék képregényváltozatában, megpróbálja megmenteni Hartigant a börtönből, a bíróság előtt igazolva a férfi ártatlanságát. Ez az epizód a filmadaptációból hiányzik.

### Főbb ellenfelek
- Kevin a sorozat talán legbizarrabb figurája, az első kötetben Marv ellenfele. Egy eldugott farmon emberhússal táplálkozik. Kevint Roark bíboros fedezi és támogatja, aki kiskorában felfedezte és magához vette a fiút.
- Patrick Henry Roark bíboros Sin City egyik nagy hatalmú ura, egy erődben él puritán körülmények között, egész kis hadseregnyi testőrrel körülvéve. Marv gyilkolja meg A nehéz búcsú c. történetben.
- Ava Lord a sorozat második kötetének, az Ölni tudnál érte c. műnek negatív női főszereplője. Igazi femme fatale, azaz végzet asszonya. Egy jól kifundált és mesterien előadott hazugság segítségével ráveszi Dwightot, hogy ölje meg milliomos férjét. Amikor a gyilkosság megtörtént, Ava beleereszt egy golyósorozatot Dwightba. A terv tehát tökéletes: Ava mint ártatlan özvegy hatalmas vagyont örököl, Dwightot pedig önvédelemből lelövi, mint betörőt, és a férje gyilkosát. Csakhogy Marv megmenti szitává lőtt barátját és elviszi óvárosba, ahol Gail gyengéd kezei között Dwighnak sikerül felépülnie. Dwight az óvárosi lányokkal később visszatér Avához, hogy megbosszulja a sérelmet.
- Manute egy fekete bőrű, hatalmas termetű figura, valóságos óriás, aki a sorozat több kötetében is súlyos fizikai sérelmeket szenved el, mint az aktuális főszereplő ellenfele, de rejtelmes módon mindent túlél. A második kötetben tűnik fel először (Ölni tudnál érte), ahol Ava szolgájaként és szerelmeként kidobja Dwightot az ablakon. Mikor Dwight Marvval behatol Ava Lord villájába, Marv brutális módon összeveri a kolosszust, ekkor sérül meg Manute szeme is. A könyv végén, mikor Dwight visszatér, hogy bosszút álljon Aván, egy egész tárat ereszt bele fekete ellenfelébe, majd Miho mind a két karját késsel fúrja át. Manute a harmadik kötetben (A nagy mészárlás) a maffia alkalmazottjaként tér vissza, hogy bosszút álljon Dwighton és az óvárosi lányokon, de a történet végi nagy mészárlásban ős is a legyilkolt áldozatok között végzi. Ennek ellenére harmadszor is feltűnik a sorozatban, méghozzá a Hell and Beck kötetben, ahol Wallace ugyanúgy dobja ki őt az ablakon, mint ő Dwightot a második kötetben.
- Jack Rafferty (Det. Jack "Iron Jack" Rafferty, Jackie-Boy)
- Ifjabb Roark („The Yellow Bastard”)
- Roark Szenátor
- The Colonel („The Salesman”) Bérgyilkos és szívtipró, Wallenquist végrehajtója. Liebowitz, a rendőrfőnök lövi le a Hell and back kötetben. Titokban egy olyan üzemet vezet, ahol embereket tartanak fogva, hogy egyes szerveiket eladják (szervkereskedelemmel foglalkozik). Ő öli meg Beckyt a Sin city filmváltozatában.
- Delia, "Kék szemű" Képzett bérgyilkos, aki gyakran a szépségét használja akciói során, hogy tőrbe csalja az áldozatát, és sokszor létesít szexuális kapcsolatot velük, mielőtt meggyilkolja őket. Wallace lövi le a Hell and back kötetben.
- Mariah Szintén bérgyilkos, Wallenquistnek dolgozik. Eltöri Liebowitz fiának a karját, Wallace viszont őt sebesíti meg az arcán.
- Maxine Droggal kábítja el Wallace-t, majd olyan anyagot juttat a férfi szervezetébe, ami semlegesíti a kábítószert. Miután visszanyerte öntudatát, Wallace lelövi Maxine-t.
- Becky az óvárosi lányok egyike, aki A nagy mészárlás c. történetben elárulja a lányokat a maffiának. A képregényben áldozatul esik a kötetet lezáró mészárlásban, a filmváltozatban viszont túléli azt, és a mű végén a bérgyilkos végez vele.
- Liebowitz Sin City korrupt rendőrségének a vezetője. Brutálisan megveri Hartigant A sárga rohadék c. történetben, a Hell and Backben pedig a Colonel embereként jelenik meg, mígnem Mariah, a Colonel női bérgyilkosa bántalmazza Liebowitz fiát, mire ő elfogja és lelövi a Colonelt.
- Wallenquist Egy bűnszervezet vezetője, feltűnik az Ölni tudnál érte és a Hell and Back kötetekben. Őt szolgálja Manute a nagy mészárlásban, ahol ezért fontos szerepet játszik, de nem jelenik meg közvetlenül. Elsődleges célja a hatalom és a haszonszerzés, nem számít, milyen eszközökkel. A többi szereplőtől eltérően nem motiválja semmiféle bosszú, azt szükségtelennek tartja. Azon kevés számú ember közé tartozik, akik ellen tudnak állni Ava Lord csáberejének. Az ő szervezete békésebb, kevésbé agresszív, mint a Magliozzi-klán.
- A Magliozzi-klán A maffiatagok a Family Values c. kötetben szerepelnek, ahol Vito, a család egyik tagja megöl egy óvárosi lányt, amiért Dwight és Miho kegyetlen bosszút állnak. Giacco Magliozzi Wallenquist ellensége.

### Fontosabb mellékszereplők
- Bob Hartigan partnere A sárga rohadék c. történetben. Megpróbálja megakadályozni, hogy Hartigan közbelépjen, mikor Roark Junior éppen Nancy megkínzására és meggyilkolására készül, Hartigan erre leüti Bobot. Bob szerepel még Az Ölni tudnál érte c. történetben is, ahol Mort partnereként Dwight után nyomoz. Bobnak nem tetszik, hogy Ava teljesen behálózza Mortot. Mort lelövi bobot, majd saját magával is végez.
- Stuka Manute egyik embere A nagy mészárlásban. A homlokán horogkereszt tetoválás látható. Éppen Gail meggyilkolására készül, amikor Miho egy nyilat lő át a mellkasán, amelyre a Manute-nak szóló levél van erősítve. Miho aztán a képregényben átlövi a torkát, a filmváltozatban a homlokát.
- Damien Lord Ava gazdag férje. Ava mesterkedésének hatására Dwight agyonveri a milliomost.
- Vito A Magliozzi-klán tagja. Lelövi az egyik óvárosi prostituáltat, Carment, amivel magára haragítja az óvárosi lányokat. Ő vezeti el Dwightot és Mihot a Magliozzi-klán fejéhez, Don Giacotto Magliozzihoz.
- Dr. Fredric A Colonel egyik embere. Elkábítja és elrabolja Esthert. Mariah megöli a doktort, hogy nehogy az ő nyomukra tudja vezetni Wallace-t.

## Sin citytörténetei

### Kötetek
| Cím                                   | Tartalom |
| A Nehéz Búcsú                         | Marv számára érthetetlen, hogyan kerülhetett a gyönyörű Goldie közelébe. De reggelre holtan találja maga mellett, és máris nyakán vannak a zsaruk. Marv bosszúhadjáratot indít – gyilkosságokon keresztül indul felfelé a „táplálkozási láncon”, hogy megtalálja, ki ölte meg az egyetlen nőt, aki jó volt hozzá. Goldie-t Kevin, az emberevő lőtte le, akit titokban Roark bíboros támogat. Marv szembeszáll Kevinnel: levágja mindkét karját és lábát, a maradékot pedig megeteti a tanya körül ólálkodó kutyával. Ezután Roark bíborossal is végez. Hogy milyen módon kínozza halálra a bíborost, azt Miller nem mutatja be, Roark halála sejthetően még a Kevinénél is borzalmasabb. Marvot ezután a város korrupt rendőrei elfogják, a bíróság pedig halálra ítéli. Marvval a történet végén villamosszékben végeznek. |
| Ölni tudnál érte                      | Dwight McCarthy valamikor menő fotós volt, de egy nő, akit imádott, tönkretette az életét. Egy olyan nő, hogy „ölni tudnál érte”, ahogy barátja, Marv mondja. Nem tudja miért, de a nő, Ava, most visszatér az életébe… |
| A nagy mészárlás                      | Dwight megment egy lányt vadállat régi barátjától, de úgy tűnik, ezzel véletlenül maffiaháborúba sodorja Óvárost, a prostituáltak negyedét. Talán segíthet a lányokon, de hogy ismét helyreálljon a „rend”, ahhoz még sok vérnek kell lefolynia Sin City utcáin. |
| A sárga rohadék                       | |
| Family Values                         | A Family Values 128 oldal, a legrövidebb kötet. Nem folytatásokban (mini-sorozatban) jelent meg, mint a többi a alkotás, hanem rögtön önálló kötet formájában látott napvilágot. Főszereplője Dwight és Miho, akik egy óvárosi lány gyilkosa után nyomoznak. A szálak a Magliozzi klánhoz vezetnek: a lány halála az ő embereik lelkén szárad. Vito véletlenül oltotta ki a lány életét, miközben egy leszámolás után, csak úgy játékból, az öröm kedvéért, géppisztoly-sorozatot eresztett egy öreg kutyába: a lövedékek eltalálták az állat közelében telefonáló hölgyet. Miho és Dwight behatolnak a klán főhadiszállására, és kiirtják a gengszterbandát. A Family Values alapmotívuma tehát a bosszú, csakúgy, mint a Hard Goodby és az Ölni tudnál érte köteteknek. |
| Booze, Broads, & Bullets              | |
| Hell and Back (a Sin City Love Story) | A Hell and Back a leghosszabb Sin City kötet, majdnem 300 oldal. Főszereplője Wallace, a hosszú hajú, szakállas vietnami veterán, akinek a festés és a főzés a hobbyja. Wallace megmenti az öngyilkosságra készülő Esthert, akit később elrabolnak tőle. A könyv érdekessége, hogy tartalmaz egy hosszabb (kb. 30 oldalas) színes részt, amelyet Lynn Warley, Miller felesége festett ki (ő színezte a 300. c. kötetet is). Ebben a szakaszban Walace-t Maxine, egy női figura valamilyen droggal kábítja el, a színes panelek az ő látomásait jelenítik meg. Wallace vízióiban a többi szereplő más képregényfigurákká és ismert filmszereplőkké változik át, a paneleken így megjelenik többek között Robotzsaru, John Rambo, Amerika kapitány.} Maxine-nak és szövetségesének, Delianak az volt a terve, hogy beültetik az elkábított Wallace-t egy kocsiba, amelynek a csomagtartójába egy női hullát raknak, azt a látszatot akarják kelteni, hogy Wallace a kábítószer hatására ölte meg a lányt és önmagát. A kocsit egy szakadékba lökik. Wallace azonban megmenekül, arra kényszeríti Maxine-t, hogy adjon be neki egy olyan anyagot, ami semlegesíti a drog hatását. Mikor magához tér, a férfi lelövi Maxine-t és Deliát is. Kiderül, hogy Esthert a Colonel parancsára rabolták el. Wallace elindul, hogy kiszabadítsa Esthert. Felfedezi az üzemet, ahol a Colonel embereket tart fogva ketrecekben, akiknek a szerveit eladja. Wallace-nak nem sikerül megmentenie Esthert. A Colonel azonban felhívja, és egy üzletet ajánl neki: a hallgatásért cserébe visszaadja neki Esthert, Wallace belemegy az üzletbe. A farmon azonban, ahova a nőt rejtették, megtámadja őket egy helikopter, amit azonban Jerry, Wallace barátja felrobbant. Az üzemet végül Liebowitz, a rendőrfőnök támadja meg az embereivel. Liebowitz addig együttműködött a Colonellel, de részben Walace hatására, részben azért, mert a Colonel bérgyilkosa, Mariah bántotta Liebowitz fiát, Josht, a Colonel ellen fordul, elfogatja, és megöli. A kötet végén Wallace és Esther kocsiba ülnek, és elhagyják Basin cityt. |

## Magyarul

### Kötetek
- Sin City; Goodinvest Kft., Bp., 2005–2010
  - 1. A nehéz búcsú; ford. Varga Péter; 2005
  - 2. Ölni tudnál érte; ford. Varga Péter; 2006
  - 3. A nagy mészárlás; ford. Varga Péter; 2007  
  - 4. A sárga rohadék; ford. Benes Attila; 2008
  - 5. Családi értékek; ford. Benes Attila; 2010

### Rövid történetek
| Cím                             | Megjelenés helye                     |
|                                 |                                      |
| Ahogy a kedves vevő parancsolja | Fekete-Fehér Képregényantológia 1.   |
| A piros ruhás nő                | Fekete-Fehér Képregényantológia 1-2. |
| Hústorony és Csöpi              | Fekete-Fehér Képregényantológia 2.   |
| A Kékszemű                      | Fekete-Fehér Képregényantológia 3.   |
| Mint minden szombat este        | Fekete-Fehér Képregényantológia 4.   |
| Rossz kanyar                    | Fekete-Fehér Képregényantológia 5.   |
| Rossz irány                     | Fekete-Fehér Képregényantológia 6.   |
| És a hármas ajtó mögött…        | Fekete-Fehér Képregényantológia 6.   |
| Apuci kicsi lánya               | Fekete-Fehér Képregényantológia 6.   |

## Fordítás
- Ez a szócikk részben vagy egészben  a   Sin City című angol Wikipédia-szócikk fordításán alapul.  Az eredeti cikk szerkesztőit annak laptörténete sorolja fel. Ez a jelzés csupán a megfogalmazás eredetét és a szerzői jogokat jelzi, nem szolgál a cikkben szereplő információk forrásmegjelöléseként.